# Salt-en-Donzy
Salt-en-Donzy [salt ɑ̃ dɔ̃zi] est une commune française située dans le département de la Loire, en région Auvergne-Rhône-Alpes.

## Géographie

### Situation
Salt-en-Donzy est dans le Forez, en bordure Est de la plaine du Forez (bordure marquée par la route D10).
Sa sous-préfecture Montbrison est à 28 km 
au sud-ouest, sa préfecture Saint-Étienne à 52 km
au sud.

### Communes limitrophes
|       | Salvizinet    | Jas                     |
| Feurs | Salt-en-Donzy | Saint-Barthélemy-Lestra |
|       | Valeille      |                         |

### Hydrologie
La Loise, affluent de rive droite (côté est) de la Loire, traverse la commune d'est en ouest (avec de nombreux méandres). La Loire est 5,7 km à l'ouest. Ogier (1856) cite le nom de « Sarponne » pour ce cours d'eau.
L'eau de la source thermale dite du Gour Chaud sort à une température de 32° et s'est révélée riche en gaz rares. Son débit est de 40 m3/h. Elle n'est pas exploitée.

### Géologie
Une longue faille orientée N-N-O / S-S-E coupe le territoire de la commune, passant exactement au bourg.
Côté Est se trouve le « massif granitique de Salt-en-Donzy », daté de 340 ±20 Ma, qui présente trois faciès ;
- granite porphyroïde à biotite de grain moyen (ργM)[10], un granite blanc à gris contenant des phénocristaux d'orthose maclés Carlsbad et atteignant 4 cm, et pour lequel les cristaux varient entre 2 et 4 mm ;
- granite a biotite de grain moyen à fin (γM[10], rose à pois blancs sur la carte géologique[7]), un faciès de bordure du granite précédent, où les phénocristaux d'orthose qui disparaissent progressivement et la taille du grain diminue légèrement ; le gisement type est sur Civens[10], à l'est du bourg vers Goutte Fougère (et vers Paillassieux sur Rozier-en-Donzy)[7] ;
- granite leucocrate ou alaskite de Rozier-en-Donzy (γ1-2[10], en rose sur la carte géologique[7]), un granite rose clair dont l'affleurement type est aux Saignes, à 805 km au nord de Rozier-en-Donzy[1],[10].

Le massif granitique de Salt-en-Donzy a vu la première implantation (naturelle) dans la Loire de Brassica barrelieri, d'origine ibérique et observée sur le massif en 1999.

### Climat
Pour des articles plus généraux, voir Climat d'Auvergne-Rhône-Alpes et Climat de la Loire.
En 2010, le climat de la commune est de type climat océanique dégradé des plaines du Centre et du Nord, selon une étude du Centre national de la recherche scientifique s'appuyant sur une série de données couvrant la période 1971-2000. En 2020, Météo-France publie une typologie des climats de la France métropolitaine dans laquelle la commune est exposée à un climat de montagne ou de marges de montagne et est dans la région climatique  Nord-est du Massif Central, caractérisée par une pluviométrie annuelle de 800 à 1 200 mm, bien répartie dans l’année. 
Pour la période 1971-2000, la température annuelle moyenne est de 10,7 °C, avec une amplitude thermique annuelle de 16,6 °C. Le cumul annuel moyen de précipitations est de 755 mm, avec 8,8 jours de précipitations en janvier et 6,7 jours en juillet. Pour la période 1991-2020, la température moyenne annuelle observée sur la station météorologique de Météo-France la plus proche, « Feurs », sur la commune de Feurs à 5 km à vol d'oiseau, est de 12,1 °C et le cumul annuel moyen de précipitations est de 650,3 mm,. Pour l'avenir, les paramètres climatiques de la commune estimés pour 2050 selon différents scénarios d'émission de gaz à effet de serre sont consultables sur un site dédié publié par Météo-France en novembre 2022.

## Urbanisme

### Typologie
Au 1er janvier 2024, Salt-en-Donzy est catégorisée commune rurale à habitat dispersé, selon la nouvelle grille communale de densité à sept niveaux définie par l'Insee en 2022.
Elle est située hors unité urbaine. Par ailleurs la commune fait partie de l'aire d'attraction de Feurs, dont elle est une commune de la couronne,. Cette aire, qui regroupe 16 communes, est catégorisée dans les aires de moins de 50 000 habitants,.

## Toponymie
« Salt », selon Ogier, viendrait de saltus, « saut », allusion au relief s'abaissant assez abruptement lorsqu'on vient depuis l'est dans la plaine du Forez. 

Chambon retient l'idée de saut mais l'applique à l'eau jaullissante (focus sur la source).
« Donzy » dérive de "Dominiacum" (littéralement « la terre appartenant au seigneur »), indiquant que Salt faisait partie du domaine comtal (avec Sainte-Agathe, Rozier et Essertines).[réf. nécessaire] Ogier ramène le nom « Donzy » à Dionisius, ou Denis.

## Histoire

### Antiquité
Salt-en-Donzy est l'ancienne Aquae Salientes gallo-romaine. 
Vers la rivière Loise, il y avait une source thermale chaude et un puits cimenté gallo-romain dans lequel a été trouvé un entonnoir en bois (maintenant au musée de Feurs). Faure dit qu'il ne reste rien de cette source mais Cagny et al. la signalent comme active (non exploitée). Des vestiges de thermes gallo-romains importants ont été retrouvés près de la source — dont des piscines : les fouilles de Georges Guichard dans les années 1935-1940 ont révélé le captage de la source —, avec un temple et une petite agglomération,,. 
Une partie de bâtiment ou bâtiments est encore en élévation : elle a été utilisée dans le bâti du prieuré médiéval (actuelle maison privée).
Une voie antique majeure passait au lieu-dit le Pavillon, sur la D10 à 500 m au sud de Salt-en-Donzy ; elle reliait Lyon à l'Aquitaine, faisait partie du réseau de la via Agrippa et le tronçon de Lyon à Usson-en-Forez s'est appelé la voie Bolène au Moyen-Âge.
Une cuve de sarcophage antique en granite trouvée à la Varenne (environ 600 m nord-ouest du bourg) servait d'auge au XIXe siècle. En 1993 le maire M. Farjon l'a fait amener « en face de l'église du bourg » où elle sert maintenant de bac à fleurs. Elle porte l'inscription suivante :

« C(AIVS) IVL(IVS) IVLLO 

IVNVS ET MONIM 

CIVIT(AS) SEGVSIAVOR(VM) 

PUBL(ICVS) PRINCIPI SVO 

traduction :
La cité des Ségusiaves a fait les frais des funérailles de Caius Julius Jullus avec les deniers publics. »

### Moyen-Âge

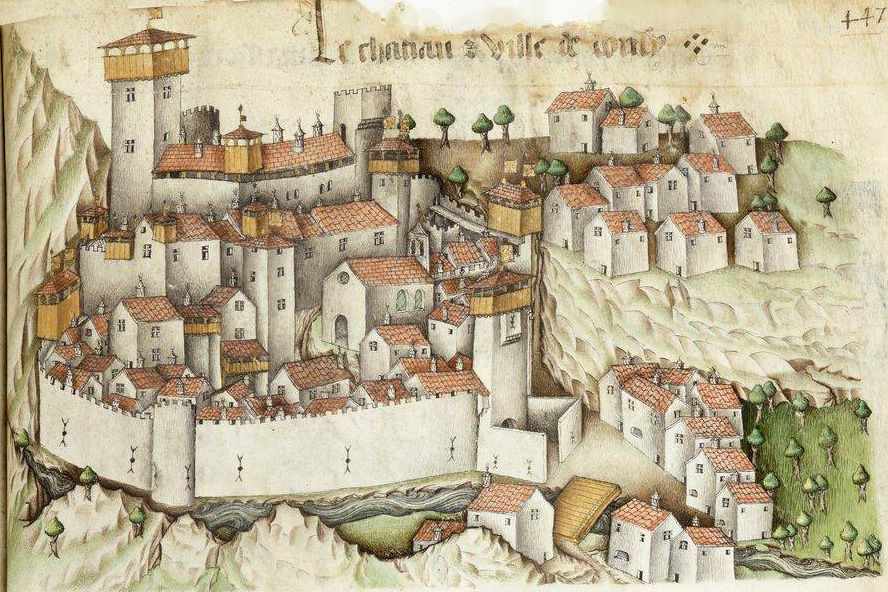
Le château et ville de Donzy dans l'armorial de Revel.

Le château a probablement été construit au IXe ou Xe siècle, car vers 1018/1020 il est déjà qualifié de quod jam vetustissimum fuit (« qui était le plus vieux »). L'acte qui le mentionne ainsi est celui par lequel Giraud (le comte de Forez Géraud ?) autorise Girin et Jarenton de Sal, deux frères natifs de l'endroit, à fonder un prieuré à condition qu'ils donnent le château en question,. Cette année 1018 Girin, seigneur de Salt, donne à l'abbaye de Savigny l'église paroissiale Saint-Julien et autant de terres que les moines peuvent en cultiver.
Précision : Donzy, où se trouve le château en ruines (et donc la chapelle Saint-Alban), est à 1,3 km au nord de Salt.
La  « Donciaco villa » est mentionnée dans le cartulaire de l'abbaye de Savigny vers l'an 970
et deux fois vers l'an 1000, ;
et le château est cité vers 1090.
Une chapelle à l'intérieur du château est dédiée à saint Alban (saint Albin de Lyon ?) et dépend du prieuré Saint-Julien de Salt.
En 1167, Guy II de Forez, alors en conflit avec l'archevêque de Lyon, obtient de Louis VII les droits régaliens pour le château de Donzy et ses dépendances.
L'église prieurale Saint-Julien est détruite au XIIe siècle.

### Temps modernes
Il y avait un four artisanal (tuilerie ou/et briqueterie ?) utilisant des terres argileuses résultant de l'altération pelliculaire du socle ou les colluvions des vallons. Il a disparu à la fin du XIXe siècle ou avant 1914

## Politique et administration
| Période                                  | Période  | Identité       | Étiquette | Qualité |
| ---------------------------------------- | -------- | -------------- | --------- | ------- |
| Les données manquantes sont à compléter. |          |                |           |         |
| mars 2001                                | 2014     | Robert Chassin |           |         |
| 2014                                     | En cours | Jean-Luc Laval |           |         |

## Démographie
L'évolution du nombre d'habitants est connue à travers les recensements de la population effectués dans la commune depuis 1793. Pour les communes de moins de 10 000 habitants, une enquête de recensement portant sur toute la population est réalisée tous les cinq ans, les populations de référence des années intermédiaires étant quant à elles estimées par interpolation ou extrapolation. Pour la commune, le premier recensement exhaustif entrant dans le cadre du nouveau dispositif a été réalisé en 2004.

En 2022, la commune comptait 545 habitants, en évolution de +0,37 % par rapport à 2016 (Loire : +1,32 %, France hors Mayotte : +2,11 %).
| 1793 | 1800 | 1806 | 1821 | 1831 | 1836 | 1841 | 1846 | 1851 |
| ---- | ---- | ---- | ---- | ---- | ---- | ---- | ---- | ---- |
| 310  | 273  | 301  | 413  | 331  | 400  | 383  | 425  | 409  |

| 1856 | 1861 | 1866 | 1872 | 1876 | 1881 | 1886 | 1891 | 1896 |
| ---- | ---- | ---- | ---- | ---- | ---- | ---- | ---- | ---- |
| 396  | 385  | 403  | 371  | 408  | 486  | 466  | 447  | 424  |

| 1901 | 1906 | 1911 | 1921 | 1926 | 1931 | 1936 | 1946 | 1954 |
| ---- | ---- | ---- | ---- | ---- | ---- | ---- | ---- | ---- |
| 383  | 411  | 352  | 305  | 321  | 280  | 291  | 315  | 311  |

| 1962 | 1968 | 1975 | 1982 | 1990 | 1999 | 2004 | 2006 | 2009 |
| ---- | ---- | ---- | ---- | ---- | ---- | ---- | ---- | ---- |
| 244  | 278  | 346  | 374  | 412  | 393  | 420  | 445  | 517  |

| 2014 | 2019 | 2022 | - | - | - | - | - | - |
| ---- | ---- | ---- | - | - | - | - | - | - |
| 535  | 547  | 545  | - | - | - | - | - | - |

## Lieux et monuments
- Le "Gour chaud" : source d'eau chaude (voir la section « Géologie ») qui approvisionnait les thermes de Salt-en-Donzy (voir section  « Histoire »). Cet endroit a été fouillé de 1935 à 1940[29].
- À noter, la présence des ruines d'un château médiéval, légèrement ensevelies par la végétation qui ont été malheureusement oubliées de la population. Ces ruines sont aujourd'hui en cours de restauration par l'association du patrimoine. Actuellement, c'est le moulin qui bénéficie de ses soins. À terme, les habitants pourront bénéficier d'un accès direct à la rivière (La Charpassonne).
- En 1978 et 1979 des fouilles de sauvetage ont eu lieu sur l'église prieurale Saint-Julien. Plusieurs niveaux anciens ont été dégagés, dont un vide sanitaire fait de neuf vases retournés, sous le chœur. Dans les environs immédiats, un mur du prieuré a été découvert[44].
- Église de la Nativité-de-Notre-Dame de Salt-en-Donzy. Le transept, l'abside et le clocher ont été inscrits au titre des monuments historiques en 1964[51].